# Auvillar
Auvillar är en kommun i departementet Tarn-et-Garonne i regionen Occitanien i södra Frankrike. Kommunen ligger i kantonen Auvillar som tillhör arrondissementet Castelsarrasin. År 2022 hade Auvillar 909 invånare.

## Befolkningsutveckling
Antalet invånare i kommunen Auvillar
| Referens: INSEE |